# Лейк-Чарлз (Луїзіана)
Лейк-Чарлз (англ. Lake Charles) — місто (англ. city) в США, в окрузі Калкасьє штату Луїзіана. Населення — 84 872 особи (2020).

## Географія
Лейк-Чарлз розташований за координатами 30°12′10″ пн. ш. 93°12′53″ зх. д. / 30.20278° пн. ш. 93.21472° зх. д. (30.202699, -93.214742).  За даними Бюро перепису населення США в 2010 році місто мало площу 116,03 км², з яких 108,93 км² — суходіл та 7,11 км² — водойми.

### Клімат
| Клімат : Лейк-Чарлз              | Клімат : Лейк-Чарлз | Клімат : Лейк-Чарлз | Клімат : Лейк-Чарлз | Клімат : Лейк-Чарлз | Клімат : Лейк-Чарлз | Клімат : Лейк-Чарлз | Клімат : Лейк-Чарлз | Клімат : Лейк-Чарлз | Клімат : Лейк-Чарлз | Клімат : Лейк-Чарлз | Клімат : Лейк-Чарлз | Клімат : Лейк-Чарлз | Клімат : Лейк-Чарлз |
| Показник                         | Січ.                | Лют.                | Бер.                | Квіт.               | Трав.               | Черв.               | Лип.                | Серп.               | Вер.                | Жовт.               | Лист.               | Груд.               | Рік                 |
| Абсолютний максимум, °C          | 31,1                | 31,1                | 34,4                | 35,0                | 37,8                | 41,1                | 39,4                | 41,7                | 40,6                | 39,4                | 33,3                | 31,7                | 41,7                |
| Середній максимум, °C            | 16,3                | 18,1                | 21,9                | 25,5                | 29,2                | 31,8                | 32,8                | 33,3                | 31,2                | 27,1                | 22,0                | 17,5                | 25,6                |
| Середній мінімум, °C             | 5,7                 | 7,5                 | 10,7                | 14,6                | 19,2                | 22,6                | 23,7                | 23,4                | 20,6                | 15,2                | 10,4                | 6,7                 | 15,1                |
| Абсолютний мінімум, °C           | −11,1               | −16,1               | −10                 | −1,1                | 4,4                 | 10,6                | 15,6                | 15,0                | 7,2                 | −1,1                | −5                  | −11,7               | −16,1               |
| Норма опадів, мм                 | 133                 | 88                  | 93                  | 85                  | 132                 | 174                 | 143                 | 123                 | 134                 | 124                 | 113                 | 119                 | 1460                |
| Днів з опадами                   | 9,6                 | 8,7                 | 7,7                 | 6,6                 | 7,7                 | 10,7                | 11,6                | 11,0                | 9,1                 | 7,8                 | 8,3                 | 9,7                 | 108,5               |
| -------------------------------- | ------------------- | ------------------- | ------------------- | ------------------- | ------------------- | ------------------- | ------------------- | ------------------- | ------------------- | ------------------- | ------------------- | ------------------- | ------------------- |
| Джерело: NWS Lake Charles Office |                     |                     |                     |                     |                     |                     |                     |                     |                     |                     |                     |                     |                     |

## Демографія
Згідно з переписом 2010 року, у місті мешкали 71 993 особи в 28 940 домогосподарствах у складі 17 551 родини. Густота населення становила 620 осіб/км².  Було 32469 помешкань (280/км²).
Расовий склад населення:
| - 47,7 % — чорних або афроамериканців - 47,0 % — білих - 1,7 % — азіатів - 0,4 % — корінних американців - 1,2 % — осіб інших рас |

До двох чи більше рас належало 2,1 %. Частка іспаномовних становила 2,9 % від усіх жителів.
За віковим діапазоном населення розподілялося таким чином: 23,5 % — особи молодші 18 років, 62,6 % — особи у віці 18—64 років, 13,9 % — особи у віці 65 років та старші. Медіана віку мешканця становила 35,0 року. На 100 осіб жіночої статі у місті припадало 93,5 чоловіків;  на 100 жінок у віці від 18 років та старших — 91,0 чоловіків також старших 18 років.
Середній дохід на одне домашнє господарство  становив 56 456 доларів США (медіана — 36 751), а середній дохід на одну сім'ю — 69 587 доларів (медіана — 45 979). Медіана доходів становила 43 900 доларів для чоловіків та 30 274 долари для жінок. За межею бідності перебувало 24,1 % осіб, у тому числі 38,8 % дітей у віці до 18 років та 12,9 % осіб у віці 65 років та старших.
Цивільне працевлаштоване населення становило 33 167 осіб. Основні галузі зайнятості: освіта, охорона здоров'я та соціальна допомога — 26,5 %, мистецтво, розваги та відпочинок — 18,0 %, роздрібна торгівля — 13,9 %.